# José Pérez Ferrada
José Eduardo Pérez Ferrada (Concepción, Biobío, Chile, 28 de julio de 1985) es un futbolista chileno que juega como volante.

## Trayectoria

### Inicios
Luego de una buena campaña en Fernández Vial parte a la filial del Atlante de México, el Potros Chetumal, donde juega todos los partidos, por lo que vuelve a Chile a jugar en un equipo de mayor categoría, específicamente a Huachipato. 

### Huachipato
En Huachipato fue titular en la mayoría de los partidos del Torneo de Apertura de 2009. Permanece en el club hasta diciembre de 2010, al recibir varias ofertas desde México y de los equipos grandes de Chile.

### Unión Española
En enero de 2011, firma para jugar en Unión Española por un año. Es una de las mayores promesas del Fútbol de Chile. Para el torneo de clausura regresa a Huachipato

## Clubes
| Club                      | País   | Año       |
| ------------------------- | ------ | --------- |
| Fernández Vial            | Chile  | 2004-2008 |
| Potros Chetumal           | México | 2008      |
| Huachipato                | Chile  | 2009-2010 |
| Unión Española            | Chile  | 2011      |
| Huachipato                | Chile  | 2011      |
| Querétaro                 | México | 2012      |
| Cobreloa                  | Chile  | 2012-2015 |
| Universidad de Concepción | Chile  | 2015-2016 |
| Rangers                   | Chile  | 2016-2017 |
| Deportes Puerto Montt     | Chile  | 2018-2019 |